# Union du salut
L'Union du salut (arménien : Միութիւն ի փրկութիւն, Mioutioun i pergoutioun ; en anglais Union of salvation) est une organisation secrète révolutionnaire arménienne fondée en 1872 dans la province de Van, dans l'Empire ottoman.

## Historique
L'Union du salut est considérée comme la première organisation révolutionnaire arménienne ottomane. Elle est fondée à Van le 3 mars 1872 par 46 Arméniens qui jurent alors de lutter pour la libération de leur peuple. Ils déclarent « Notre honneur n'est plus ; nos églises ont été bafouées ; ils ont enlevé nos femmes et nos enfants ; ils nous ont enlevé nos droits et tentent d'exterminer notre peuple… trouvons la voie du salut… sinon, nous perdrons bientôt tout »,. Selon l'historienne Louise Nalbandian, il n'est pas étonnant qu'une telle organisation émerge dans la province de Van, car c'est là que Mkrtich Khrimian participe à la formation d'une nouvelle génération d'intellectuels, que ce soit au monastère de Varag ou à travers la publication de son journal libéral Ardzvi Vaspourakan (Արծուի Վասպուրական, littéralement « L'Aigle du Vaspourakan »). Selon elle, la proximité des frontières russe et perse ainsi que la démographie de la province, à majorité arménienne, participent à la persistance locale d'une atmosphère antigouvernementale de la part des Arméniens.
Le 26 avril 1872, des villages près de Van, notamment Anggh et Kerds, demandent à rejoindre l'Union du salut et leur envoient la requête suivante : « Pour nous préserver de ces maux, nous sommes préparés à vous suivre même si cela signifie perdre la vie. Nous irons là où il y a de l'espoir pour notre salut. Si le seul moyen d'obtenir une vie meilleure est d'être russifié, alors soyons russifiés ensemble ; si c'est l'émigration, alors émigrons ensemble ; si nous devons mourir, mourrons ; mais soyons libérés »,. D'autres villages, comme Hortents, Khekkegh, Huntstan, Nor Gugh ou Haregh, leur adressent des requêtes similaires. Selon Louise Nalbandian, toutes les catégories socio-professionnelles sont représentées dans l'Union : marchands, artisans, ecclésiastiques, etc..
Cependant, le fonctionnement de l'organisation n'est pas connu. On connait toutefois certaines de leurs activités. Ainsi, le 9 mai 1872, les Arméniens de Van font appel à la Russie pour obtenir sa protection et devenir des citoyens russes. Ce sont deux membres de l'Union, Hagop agha Galoian et Nechan Shirvanian, qui sont envoyés en tant qu'émissaires de la ville de Van auprès du vice-roi du Caucase pour lui remettre cet appel. De plus, l'Union du salut est vraisemblablement en contact avec certaines organisations arméniennes de Russie (notamment le Barenepatak Enkeroutioun et le Kontora Haireniats Siro), organisations dont l'objectif est de libérer les Arméniens ottomans.
La fondation de l'Union du salut sert d'exemple pour la création d'autres organisations arméniennes, notamment le parti Arménagan en 1885.